# Carya cathayensis
Carya cathayensis là một loài thực vật có hoa trong họ Óc chó. Loài này được Sarg. mô tả khoa học đầu tiên năm 1916.